# Sevelen
Sevelen (toponimo tedesco) è un comune svizzero di 4 828 abitanti del Canton San Gallo, nel distretto di Werdenberg.

## Geografia fisica
Sevelen si trova nella valle del Reno a occidente di Vaduz e confina con il Liechtenstein; proprio nel letto del fiume si trova anche il punto del comune a minor altitudine (451 m s.l.m.).

## Società

### Religione
Al censimento del 2000, il 30,0% degli abitanti risultava cattolico, il 43,9% protestante, il 26% apparteneva ad altre religioni o era ateo.

## Infrastrutture e trasporti
Sevelen è servito dall'omonima stazione sulla ferrovia Coira-Rorschach.